# Michael Cammalleri

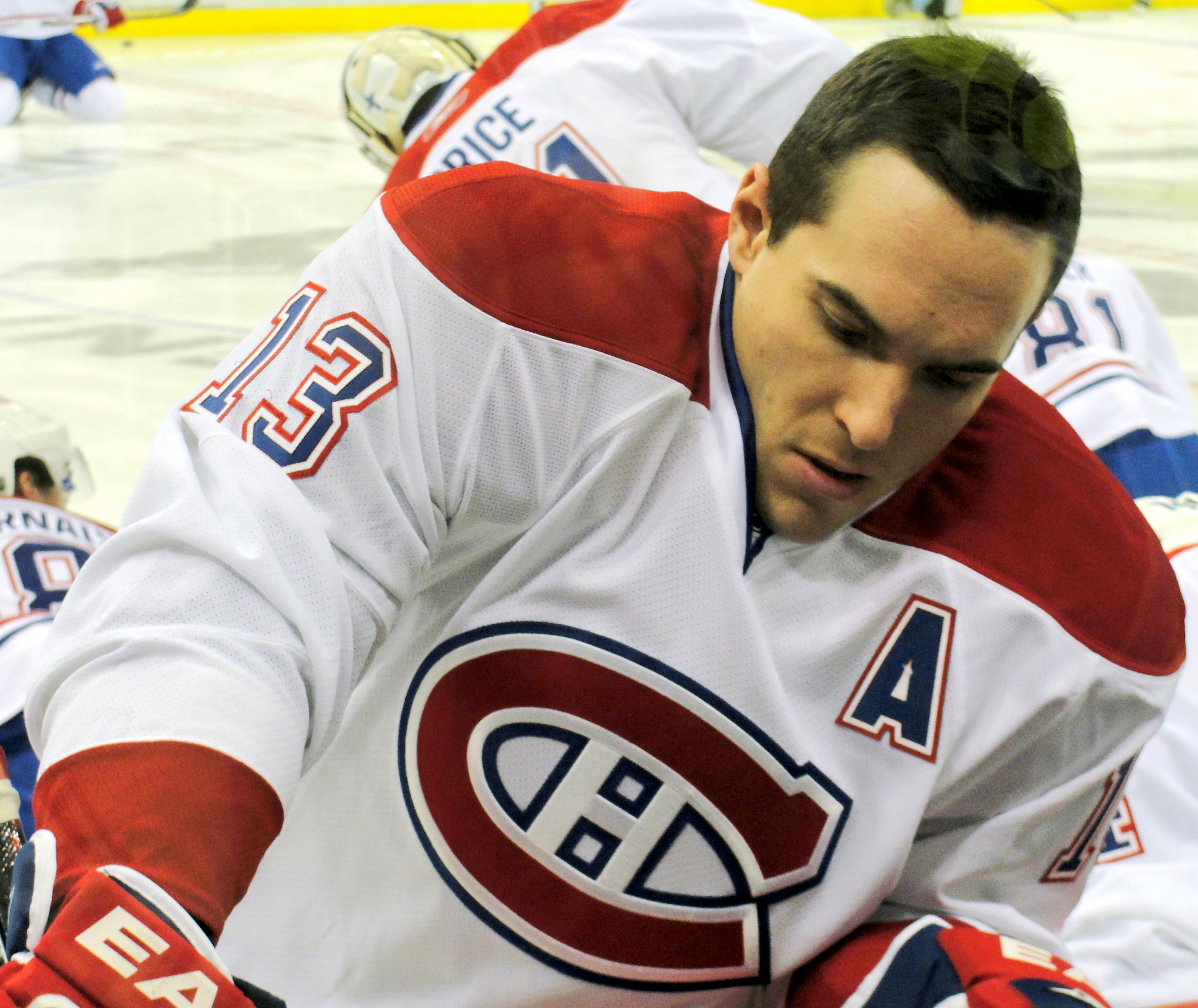
Mike Cammalleri i Montreal Canadiens.

Michael Anthony "Mike" Cammalleri, född 8 juni 1982 i Richmond Hill, Ontario, är en kanadensisk professionell ishockeyspelare som spelar för Edmonton Oilers i NHL. Han har tidigare spelat för Los Angeles Kings, New Jersey Devils, Calgary Flames och Montreal Canadiens.

## Karriär
Säsongen 2008–09 gjorde han 39 mål och 43 assist för totalt 82 poäng på 81 spelade matcher för Calgary Flames.
1 juli 2017 skrev han på ett ettårsavtal med Los Angeles Kings men 15 november samma år blev han tradad till Edmonton Oilers i utbyte mot Jussi Jokinen.

## Statistik

### Klubbkarriär
| 1997–98    | Bramalea Blues      | OPJHL      | 46  | 36  | 52  | 88  | 30  | —  | —  | —  | —  | — |
| 1998–99    | Bramalea Blues      | OPJHL      | 41  | 31  | 72  | 103 | 51  | —  | —  | —  | —  | — |
| 1999–00    | Michigan Wolverines | CCHA       | 39  | 13  | 13  | 26  | 32  | —  | —  | —  | —  | — |
| 2000–01    | Michigan Wolverines | CCHA       | 42  | 29  | 32  | 61  | 24  | —  | —  | —  | —  | — |
| 2001–02    | Michigan Wolverines | CCHA       | 29  | 23  | 21  | 44  | 28  | —  | —  | —  | —  | — |
| 2002–03    | Manchester Monarchs | AHL        | 13  | 5   | 15  | 20  | 12  | —  | —  | —  | —  | — |
| 2002–03    | Los Angeles Kings   | NHL        | 28  | 5   | 3   | 8   | 22  | —  | —  | —  | —  | — |
| 2003–04    | Los Angeles Kings   | NHL        | 31  | 9   | 6   | 15  | 20  | —  | —  | —  | —  | — |
| 2003–04    | Manchester Monarchs | AHL        | 41  | 20  | 19  | 39  | 28  | 1  | 0  | 1  | 1  | 0 |
| 2004–05    | Manchester Monarchs | AHL        | 79  | 46  | 63  | 109 | 60  | 6  | 1  | 5  | 6  | 0 |
| 2005–06    | Los Angeles Kings   | NHL        | 80  | 26  | 30  | 56  | 50  | —  | —  | —  | —  | — |
| 2006–07    | Los Angeles Kings   | NHL        | 81  | 34  | 46  | 80  | 48  | —  | —  | —  | —  | — |
| 2007–08    | Los Angeles Kings   | NHL        | 63  | 19  | 28  | 47  | 30  | —  | —  | —  | —  | — |
| 2008–09    | Calgary Flames      | NHL        | 81  | 39  | 43  | 82  | 44  | 6  | 1  | 2  | 3  | 2 |
| 2009–10    | Montreal Canadiens  | NHL        | 65  | 26  | 24  | 50  | 16  | 19 | 13 | 6  | 19 | 6 |
| 2010–11    | Montreal Canadiens  | NHL        | 67  | 19  | 28  | 47  | 33  | 7  | 3  | 7  | 10 | 0 |
| 2011–12    | Montreal Canadiens  | NHL        | 38  | 9   | 13  | 22  | 10  | —  | —  | —  | —  | — |
| 2011–12    | Calgary Flames      | NHL        | 28  | 11  | 8   | 19  | 16  | —  | —  | —  | —  | — |
| NHL totalt | NHL totalt          | NHL totalt | 562 | 197 | 228 | 425 | 289 | 32 | 17 | 15 | 32 | 8 |

### Internationellt
| År            | Lag           | Turnering     | Matcher | Mål | Assist | Poäng | Utv |
| ------------- | ------------- | ------------- | ------- | --- | ------ | ----- | --- |
| 2001          | Kanada        | JVM           | 7       | 4   | 2      | 6     | 2   |
| 2002          | Kanada        | JVM           | 7       | 7   | 4      | 11    | 10  |
| 2006          | Kanada        | VM            | 8       | 1   | 4      | 5     | 4   |
| 2007          | Kanada        | VM            | 9       | 4   | 3      | 7     | 6   |
| Junior totalt | Junior totalt | Junior totalt | 14      | 11  | 6      | 17    | 12  |
| Senior totalt | Senior totalt | Senior totalt | 17      | 5   | 7      | 12    | 10  |

### Fotnoter
1. ↑  ”Michael Cammalleri Signs 1-Year Deal with LA Kings” (på amerikansk engelska). NHL.com. https://www.nhl.com/kings/news/michael-cammalleri-signs-1-year-deal-with-la-kings/c-290253426. Läst 18 december 2017.
2. ↑  ”LA Kings Acquire Jussi Jokinen; Trade Mike Cammalleri to Edmonton Oilers” (på amerikansk engelska). NHL.com. https://www.nhl.com/kings/news/la-kings-acquire-jussi-jokinen-trade-mike-cammalleri-to-edmonton-oilers/c-292979038. Läst 18 december 2017.